# Термессос

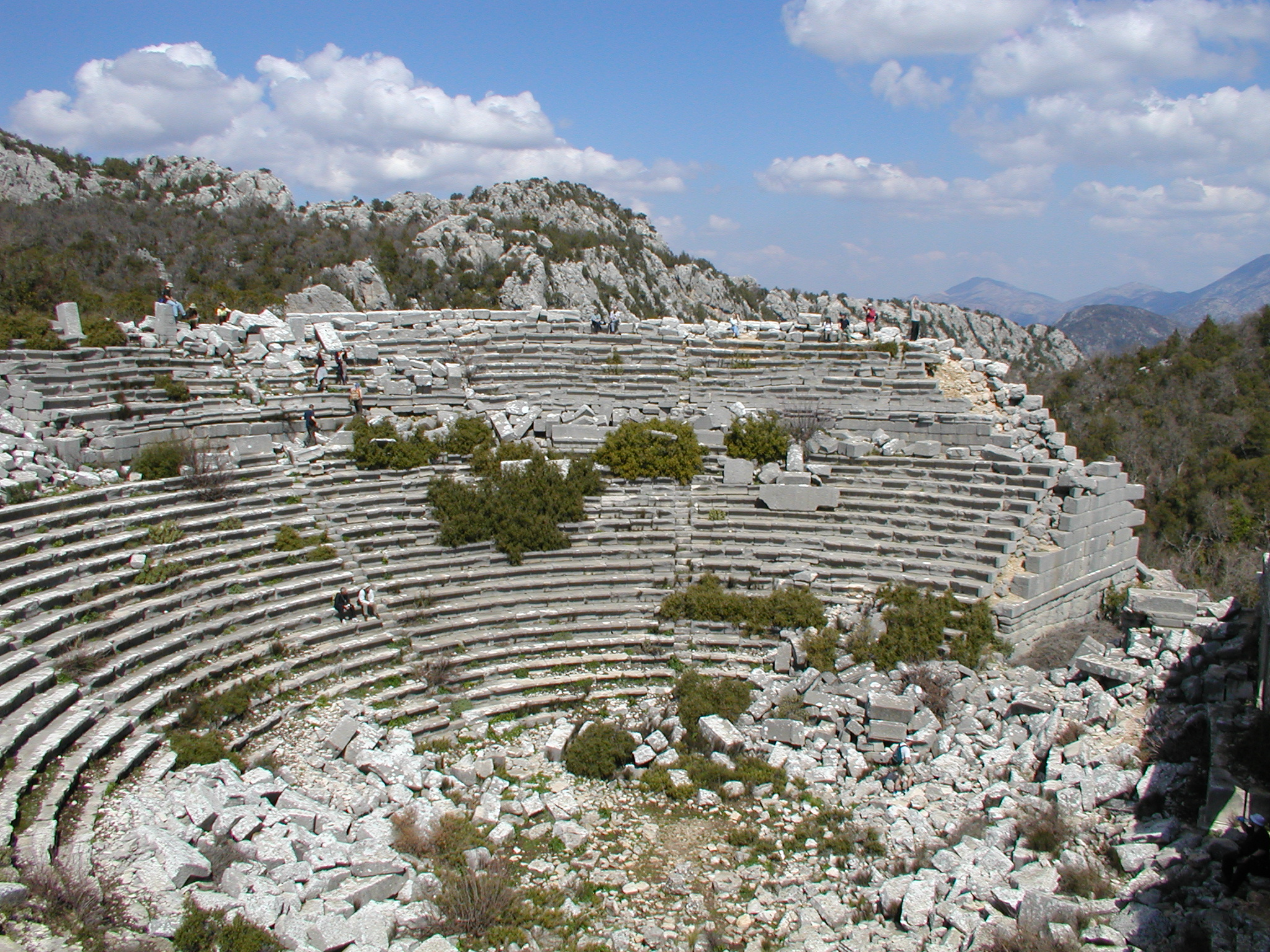
Давньогрецький театр в Термессосі

Термессос — античне місто в Туреччині поблизу сучасного міста Анталія. Нині національний парк в Туреччині.
Давній Термессос був побудований в горах на висоті близько 1050 метрів над морем. Добре зберігся амфітеатр, некрополь, кам'яні цистерни для води. Термессос відігравав роль важливого міста Пісідії (грец. Πισιδία, лат. Pisidia) — історичної області на південному заході Малої Азії.